# Видекинд V (Шваленберг)
Видекинд V фон Шваленберг (на немски: Wittekind V von Schwalenberg; † 28 септември 1264) от Дом Валдек, е граф на Шваленберг (1249/1250 – 1264).

## Произход
Той е син на граф Фолквин IV фон Шваленберг († пр. 1255) и съпругата му Ерменгард фон Шварцбург († 1274), дъщеря на граф Хайнрих II фон Шварцбург († 1236) и Ирмгарда фон Орламюнде († ок. 1222).
Брат е на Фолквин V, епископ на Минден (1275 – 1293), Гюнтер, архиепископ на Магдебург (1277 – 1278) и Падерборн (1307 – 1310), Конрад, архиепископ на Магдебург (1266 – 1277), на Хайнрих I († 1279), от 1243 г. граф на Графство Щернберг, и на Адолф I († 1302/1305), граф на Шваленберг (1265).

## Фамилия
Видекинд V се жени три пъти, първо за неизвестна жена (fl 1246), II. за Ерменгард (fl 1250), III. за неизвестна жена (fl 1260) и има две деца:
- Хайнрих († 1276)
- Ирмгард († 1296), омъжена на 2 юли 1290 г. за Вернер фон Льовенщайн († 1315)